# Паюдеж
Паюдеж, в верховьях Ампогдяоя — река в России, протекает по Карелии. Впадает в озеро Верхняя Онигма. Длина реки — 18 км, площадь водосборного бассейна — 99,9 км².
В среднем течении река протекает через озеро Пуглъярви, в которое впадает ручей Конды, вытекающий из Шуминозера.
Высота устья — 119 м над уровнем моря

## Данные водного реестра
По данным государственного водного реестра России относится к Баренцево-Беломорскому бассейновому округу, водохозяйственный участок реки — Нижний Выг от Выгозерского гидроузла и до устья. Речной бассейн реки — бассейны рек Кольского полуострова и Карелии, впадает в Белое море.
Код объекта в государственном водном реестре — 02020001312102000006444.